# 諾斯底主義
諾斯底主義（英語：Gnosticism，或稱靈知派和靈智派）的「諾斯底」一词在希臘語中意为「知識」，諾斯底是指在不同宗教運動及團體中的同一信念，這信念可能源自於史前時代，但卻於公元的首數個世紀活躍於地中海週圍與伸延至中亞地區。這信念的主旨就是透過「靈知」（Gnosis，或譯「真知」）來獲得知識。「靈知」在希腊语原文，是指透過個人經驗所獲得的一種知識或意識。諾斯底主義者相信透過這種超凡的經驗，可使他們脫離無知及現世。諾斯底主義可分為受祆教影響而傾向善惡二元神論的波斯學派、以及受柏拉圖主義影響而傾向一元神論的敘利亞／埃及學派。

## 歷史
歷史上不同的諾斯底主義教派（尤其基督教的諾斯底教派）都是被持有對抗信念的教派所迫害。缺乏證明早期諾斯底主義者自稱為「諾斯底」，這個稱呼在現今學者中經常用來表示那些以個人智慧來獲得拯救的人。雖然很多諾斯底主義者都遵循耶穌基督的教導，甚至自稱為基督徒，但當中亦有很多不同宗教定位的諾斯底主義者，尤其是遠久的波斯先知摩尼的跟隨者（摩尼教）及在伊拉克及伊朗早於基督教的曼達安教。
歐洲諾斯底主義嚴重地受到光與暗的鬥爭的神話觀念所影響。這影響導致強烈的二元論發展：在天國的國土與物質的世界有著明顯的分隔，這個物質世界是由創造它的無知的神巨匠造物主（德謬哥）所支配。受到基督教廣泛的傳播所影響，巨匠造物主被認為與撒但十分相似。其中一個二元論的來源可能是直接由其他近東諾斯底主義引入，如鮑格米勒教派。
在二十世紀發現的《死海古卷》可找到諾斯底主義的痕跡，但在十九世紀前，基督徒的知識幾乎都來自愛任紐、希波律陀、奧利振、特土良、伊皮法紐等基督教教父與神學家著作。

## 性質及構成

### 典型與特徵
儘管很難為諾斯底主義下一個定義，但那些稱為諾斯底主義的古代哲學能給予一個典型的模樣。諾斯底主義通常都具備以下標記：
- 一個遙遠、至高的及不為人知的獨一個體神格觀念，祂有著不同的名字，包括佩雷若瑪（Pleroma，希臘文原文即「豐盛」的意思）及拜多斯（Bythos，希臘文原文即「深」的意思）；
- 更多的神祇從獨一個體「流出」。流出的神祇會漸次的遠離獨一個體，帶有不穩定的神祇性質；
- 人類的墮落是在獨一個體內發生的事件，而非因人類的行為。人類的墮落是因蘇菲亞（Sophia，希臘文原文即「智慧」的意思）從人類體內流出所造成的；
- 另一個不同的造物主，以柏拉圖主義的傳統命名為巨匠造物主（德謬哥）；
證據顯示德謬哥的觀念是由柏拉圖的《蒂邁歐篇》及《理想國》而來。在《蒂邁歐篇》中，德謬哥是一位仁慈的造物主，從先在的物質創造了宇宙，卻在創造時受了迷惑。在《理想國》中，在形容蘇格拉底靈魂中的慾望就有像有著獅子形象的德謬哥。在其他地方，德謬哥亦被稱作「伊達波思」（Ialdabaoth）、「薩麥爾」（Samael，亞蘭文即盲目的神的意思）或「薩迦拉」（Saklas，古敘利亞文即愚蠢的意思），祂有時會忽視獨一個體及甚至會與之反抗，因此祂會顯得帶有惡意。德謬哥創造了一批「執政者」統管整個物質世界，並且阻礙靈魂的攀升。
- 世界因而是帶有缺陷或者是因錯誤而產生，但最少與構成它的物質一樣的善良。這個世界是較高層次的存在或意識的幻影，它的下等可以與油畫、雕刻或其他手藝相比，是真實的模仿。在某些情況下，它是邪惡的及緊縮的，是一個為當中的居民所設計的監獄；
- 以複雜的神話及宇宙論的戲劇形式表達以上的狀況：神祇因墮落至物質世界而寄在某些人類之內，祂們可以透過覺醒而回到靈界。對於某人的救贖就等同於一個神祇的復原，並不只是一個人被救贖這麼簡單，卻是提升至是一件宇宙內重大的事情；
- 某一種的知識是這個復原過程的重要因素，並且透過救贖者的幫助（如基督、塞特或蘇菲亞）。

以上諾斯底主義的特徵只是敘利亞／埃及教派的特徵，而最大的波斯教派則以摩尼教及曼達安教自稱。事實上，諾斯底主義只是指敘利亞／埃及教派，而摩尼教則是指波斯教派。

### 二元論及一元論
諾斯底主義只是普遍地為二元論，他們可以由徹底的二元論（即摩尼教）到傳統較輕的緩和二元論。華倫提努另外發展了一套一元論，是以過往為二元論的用字來表達的。
- 徹底二元論：或稱為「絕對二元論」，當中有兩個同等的神祇，摩尼教指祂們分別是光明與黑暗，因黑暗混亂的行動而使得捲入紛爭之中，及後，部份光明的元素被囚在黑暗之中。創造物質的目的就是要設定緩慢的步驟，去將這些光明的元素從黑暗中抽出，使得光明的國度在最後能壓過黑暗。摩尼教的二元神話相信是從瑣羅亞斯德教繼承得來，永恆的神阿胡拉·瑪茲達受到祂的對頭安格拉·曼紐的對抗。兩者牽涉在大鬥爭之中，而最終阿胡拉·瑪茲達會得到勝利。摩尼教創造的神話見證了光明逐漸的流出，每一次流出都逐漸地墮落而使得卜塔的出現。黑暗的神創造及統治物質世界。再者祂沉醉在其惡意中。一般諾斯底主義相信物質世界與黑暗所帶來對惡意的沉醉是要將光明的元素囚禁在物質世界中，或囚禁在黑暗中或因醉酒分心而變得無知。

- 緩和二元論：是指兩個神祇中的一個較另一個低級。這個古典的諾斯底主義就是塞特派，他們認為物質世界是由一位較比他們信仰的真神低位的神祇所創造；而靈界則是徹底的與物質世界不同，與真神一同存在，亦是那些醒悟的人類真正的家園。因此，他們會表現出與世界激烈的分割，終極目標是讓靈魂脫離物質世界的阻礙。

- 一元論：是指爭議較低位神祇的神性或半神性。華倫提努所提倡的諾斯底神話是指他們對宇宙的可能是一元的，而非二元的。在神話中德謬哥的惡念被減輕，祂所創造有缺憾的世界並非因任何道德的缺點，而是祂真實地不認識高位的靈界。所以華倫提努相比塞特派對物質世界帶有較輕的輕視，認為實體是「認知的錯誤」，而非甚麼神聖的實質。華倫提努的世界觀是一元的，所有的事物都是神聖方面的，而人類一般的視野因「認知的錯誤」受到物質世界的限制。

### 道德及禮儀
諾斯底主義的道德品行一般都是禁慾主義的，尤以性及飲食方面最為要緊。在其他地方上，諾斯底主義者則會採取較溫和的禁慾，以改正其行為。根據托勒密的《Epistle to Flora》就定下了禁慾主義是個人的道德取向，以使其靈魂能從洛格斯中獲得好處。
另一方面，根據一些基督教教父的記述，一部份的諾斯底主義者不是奉行禁慾主義，相反卻是奉行放蕩主義，或是假裝禁慾。伊皮法紐就曾指執政教派中有些人是克制自己的慾念，但有些卻是假裝禁食以此欺騙他人。愛任紐在其《反異端》中指術士賽門·馬革斯建立了道德自由的學派（即道德無涉主義），說只要相信他及他的妓女同伴特洛依的海倫，就不需理會任何《聖經》中的先知和他們有關道德的教訓，他們因賽門的恩典而得救，而非因自己的德行，所以可以做他們想做的事。雖然對賽門與放蕩主義的關係所知甚少，但的確有他的跟隨者結婚及生下子女，由此可見他們亦非完全的禁慾。
愛任紐亦指賽門的門生華倫提努吃異教祭物、性濫交及娶了收養的姊妹為妻子。華倫提努更以性事作為聖禮的儀式，意思是以此來模仿一對構成佩雷若瑪的陰陽基質（syzygy）。諾斯底主義的迦坡加德派則聲稱他們有著力量去做任何的事，包括邪惡的或是無信仰的，而道德只是人類眼中的善良或邪惡。迦坡加德的兒子伊皮法尼斯更教導說雜婚是神的律法。

### 占星術

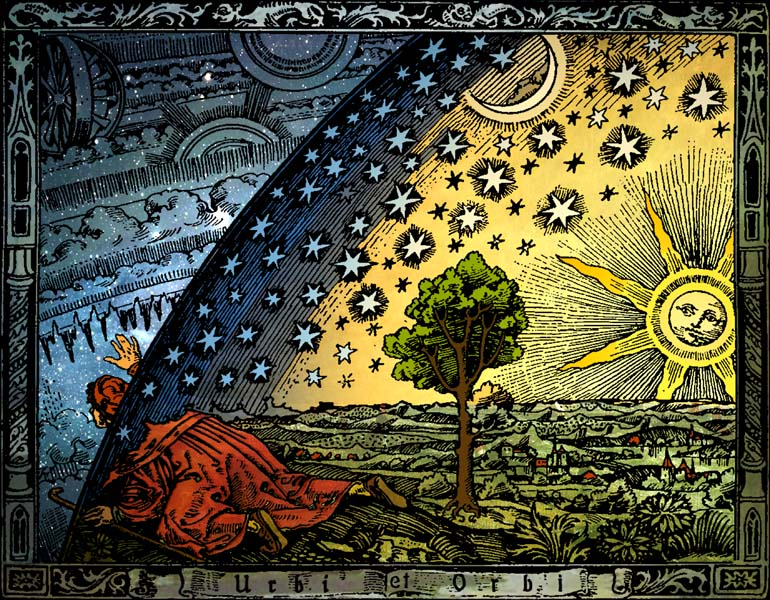
弗拉馬里翁版畫展示了諾斯底主義者對靈界的探知。

諾斯底也特指現在所谓占星術，其理論是認為每一個星球都有一個屬靈的統治者，在不同的星球有不同的影響力，並將和地球會分開。

## 概念介紹

### 一元
在许多诺斯底主义体系中，神被称为「一元」（Monad，亦譯：太一），即「一」。神是佩雷若瑪的滥觞，是光之领域。神流溢出的各种存在称为移涌。根据希坡律陀的说法，这种观点是受毕达哥拉斯学派的启发，毕氏学派把首个存在之物称为「一元」，「一元」生「二元」，「二元」生数字，数字生点，生线，如此衍生。
约翰密传中最著名的是「塞特派」宇宙论，其中描述了一位未知之神，这一论述与正统的否定神学非常相似，但与正统教义不同的是，这个神不是天地的创造者。正统神学家经常试图通过一系列明确的正面陈述来定义神：他是全知的、全能的、全善的。相比之下，塞特派隐藏的超越之神是通过否定神学来定义的：他是不可移，不可视，不可触，不可描述的；通常，“他”被视为雌雄同体的，这是一个「无所不包」的有力象征。在《约翰密传》中，这个神是好的，因为他赐予良善。在否定的陈述之后，常会用神圣行动的过程来描述这样一位神的影响。

### 佩雷若瑪
佩雷若瑪（羅馬化：plḗrōma，充实盈满）指的是神的全部力量。天上的佩雷若瑪是神性生命的中心，是 「高于（这个词不能从空间上理解）」我们世界的光之领域，由灵性生命如移涌（永生者），有时是执政占据。这种阐释认为耶稣是一位由佩雷若瑪送来的中介永生体，在他的帮助下，人类可以恢复关于人类神圣起源的失落知识。因此，这个词是诺斯底主义宇宙论的一个核心要素。
佩雷若瑪也用于一般的希腊语中，因为这个词出现在《歌罗西书》中，所以也被希腊正教会以这种一般形式使用。支持保罗实际上是一个诺斯底主义者的观点的人，如伊莱恩·佩吉斯，会认为歌罗西书中的提法是一个必须在诺斯底意义上解释的术语。

### 流溢
至高无上的光或意识通过一系列的阶段、等级、世界或位格下降，逐渐变得更加物质化，具有了形体。随着时间的推移，他将返回到「一」，通过灵性知识和冥想来回顾他的足迹。

### 移湧
在许多诺斯底主义体系中，移涌是上位神或一元流溢出的各种存在。在某些诺斯底主义文本中，从第一个流溢的雌雄同体的移涌巴贝洛开始，他与一元发生各种互动，导致连续的成对移涌的发出，通常是称作同轭（英語：syzygies，羅馬化：súzugos，共负一轭、结对相伴之意）的男女搭配。这些配对的数量因文本而异，尽管有些文本认为他们的数量为30。移涌作为一个整体构成了佩雷若瑪，即「光之领域」。而佩雷若瑪最低的区域也最接近黑暗，即实体世界。
最常见的两个成对的移涌是基督和索菲亚（希腊语意为「智慧」）；在《瓦伦廷注解》中索菲亚称基督为他的「伴侣」。

### 索菲亞
在诺斯底主义传统中，索菲亚（希臘語：Σοφία，希腊语中的 "智慧"）一词指的是神的最后和最底层的所流溢之物，并被认为是 anima mundi 或尘世之魂。在大多数（如果不是全部）诺斯底主义神话的版本中，索菲亚生了造匠，而造匠又带来了物质的创造。因此，对物质的正面或负面描述在很大程度上取决于神话中对索菲亚行为的描述。她偶尔会被称为希伯来语的阿卡莫斯（这是托勒密版本的瓦伦廷派诺斯底神话的一个特点）。以索菲亚为中心的犹太诺斯替主义在公元90年之前就很活跃了。
索菲亚在没有伙伴的情况下流溢，导致产生了造匠，造匠在一些诺斯替主义文本中也被称为亚大伯斯及其变体。这一受造物被隐藏在佩雷若瑪之外；在隔绝中，它独自思考，创造了物质和一系列自己的协作者，这些协作者称为执政。造匠对人类的创造负责；他将从索菲亚那里偷来的佩雷若瑪元素困在人体内。作为回应，神格流溢出两个救主移涌，即基督和圣灵；然后基督以耶稣的形式为自己塑形，以便教导人类如何取得灵知，借此人类能得以返回佩雷若瑪。

### 造匠
造匠（英語：demiurge，羅馬化：dēmiourgós）一词，字面意思是「公共工人或技术工人」。这个形象也被称为「亚大伯斯」、萨麦尔（阿拉姆语：sæmʻa-ʼel，「盲神」），或「Saklas」（叙利亚语：sækla，「愚者」），他有时对上级神不了解，有时与它对立；因此在后一种情况下，他也相应地是恶意的。他其他的名称或标识有阿里曼、埃尔、撒但和雅威。
造匠创造了实体的宇宙和人类的实体层面。造匠通常创造了一群名为执政的协作者，这些执政主持着物质的国度，在某些情况下，他们会阻碍灵魂寻求从物质国度攀升。造匠创造的差劣可以比作艺术作品、绘画、雕塑等的技术上的差劣，二者都是一种摹仿。
在诺斯底主义的大范畴内，各流派对造匠的道德判断各不相同，有的将物质看作是固有的邪恶，当物质（包括肉体）被视为邪恶和束缚，是对其居民的蓄意监禁时，这种看法就会变得更加极端，对物质存在持否定态度；有的则看作仅仅是有缺陷的，在其被动元件允许的范围内是好的。

### 執政
在古典时代晚期，诺斯替主义的一些变种使用执政一词来指代造匠的几个仆人。 执政的数量和形象在不同的文本中说法也不同（详见主条目）。根据奥利金的《驳塞尔修斯》，一个被称为奥菲特的教派认为存在七名执政，从Iadabaoth或者Ialdabaoth开始，他还接着创造了六名执政：Iao、Sabaoth、Adonaios、Elaios、Astaphanos和Horaios。

## 影響
諾斯底對人們實際的生活有兩方面的影響：
- 一、身體是超道德的，所以放縱情慾是沒有關係的。
- 二、物質的身體是沒有真實價值的，所以人可以自己盡情的放縱也可以克制己身，而諾斯底信徒都比較於偏向於克制己身。[13]

## 主要學派及著作
從以上可見，諾斯底主義的學派可大致上分為波斯學派及敘利亞／埃及學派。前者有著較重的二元論趨向，反映受著波斯瑣羅亞斯德教的強烈影響；而敘利亞／埃及學派就是傾向一元論。後期的諾斯底主義，如清潔派、鮑格米勒派及迦坡加德派卻有著包含以上兩種元素。
里基諾斯書是范倫提納所寫，主張復活不是實在形體。《多馬福音》收集了114段耶穌說的話。《腓力福音》討論聖禮，包括施洗、婚事等。《約翰密傳》詳細敘述宇宙起源。

### 波斯諾斯底主義
波斯學派是諾斯底主義的古老形式，他們是個別的宗教，而非基督教或猶太教的分支。
- 曼達安教只剩少數仍然存在於伊拉克及伊朗的胡齊斯坦省，「曼底安」（Mandā d-Heyyi）大約解釋為「生命的知識」。曼底安教的來源已經無從稽考，它是以施洗約翰為信仰的主要對象，亦著重浸禮。除了部份與基督教吻合外，他們不相信摩西、耶穌或穆罕默德。他們的信仰及修行與那些信仰對象所提倡的並不相同，因而必須分清。大量曼底安經典的原稿依然存在，就如《Genzā Rabbā》相信是早於2世紀的手抄本；另外亦有《Qolastā》（即祈禱聖典）及《施洗約翰記》。

- 摩尼教是一個完全獨立的信仰遺產，由先知摩尼所創立而卻接近消滅。大部份有關於摩尼教的著作均已失去，只要是發現一本原稿著作亦可幫助發掘更多資料，現時放置在德國科隆的《Codex Manichaicus Coloniensis》主要包含摩尼教先知的生平資料及他的教訓與主張。除了與基督教的聯繫外，找不到摩尼教與任何基督教宗派有任何的關聯。

### 敘利亞／埃及諾斯底主義
敘利亞／埃及學派是從柏拉圖主義引申發展出來，描述創造是一連串由獨一個體的流出過程，最終形成物質世界。他們傾向認為物質是邪惡的，而非另一股等同的力量。事實上，邪惡與善良在這學派是一相對的觀念：前者是與獨一個體分離的極端。大部份此學派的著作都是與基督教有關的，都是在拿戈瑪第經集中發現的：
- 賽特著作，以亞當及夏娃的第三子命名，傳說是靈知的擁有者及傳播者。著作包括有：
  - 《約翰密傳》
  - 《亞當啟示錄》
  - 《掌權者的本質》
  - 《雷：完美的思想》
  - 《三形的普洛特諾尼亞》
  - 《科普特語埃及人福音|埃及人福音》
  - 《唆斯特利阿努》
  - 《阿羅基耐》
  - 《塞特三柱》

- 多馬著作是按聖多馬的學派所命名。就此學派的著作包括：
  - 《珍珠之歌》
《珍珠之歌》（Hymn of the Pearl）發現於《多馬行傳》之中，「珍珠之歌」是現代譯者所取的名字，它原來的名字是「使徒猶大·多馬在印度國土之歌。」文中以蛇象徵這個世界的統治者或惡的原則；以海象徵代表物質世界或黑暗世界，是神明沈入其中的所在；而埃及則被象徵為物質的世界，諾斯底主義把埃及當作「這個世界」，也就是物質世界、無知識界、邪惡宗教的象徵。「珍珠」在諾斯底主義的象徵中，是代表著有超自然意義上的「靈魂」的永恆的隱喻。這裡的珍珠，它的本質上是「遺失了」的珍珠，它被包圍在野獸的殼裡或隱藏在深處。當靈魂被稱為珍珠時，表示表示它的來源及它是很珍貴的，但是也是與它現在的無價值來作對比，以它的閃亮與它所陷入的黑暗來對照。若珍珠所代表的就是靈魂，珍珠是「遺失的」，那麼找回珍珠就是天上所關注的，取回珍珠也就成了聖子的使命。在王子出現前，它墮落到黑暗的能量之中，而王子為了它就承擔下降與流放的命運。[15]
  - 《多馬福音》
  - 《爭戰者多馬書》

- 華倫提努著作是主教及諾斯底師傅華倫提努的著作，他在賽特傳統外發展了一部複雜的宇宙觀。他的著作包括（有*者為殘篇）：
  - 《The Divine Word Present in the Infant》(Fragment A) *
  - 《On the Three Natures》(Fragment B) *
  - 《Adam's Faculty of Speech》(Fragment C) *
  - 《To Agathopous: Jesus' Digestive System》(Fragment D) *
  - 《Annihilation of the Realm of Death》(Fragment F) *
  - 《On Friends: The Source of Common Wisdom》(Fragment G) *
  - 《Epistle on Attachments》(Fragment H) *
  - 《Summer Harvest》*
  - 《真理的福音》*
  - 《托密勒的諾斯底神話》
  - 《使徒保羅禱文》
  - 《Ptolemy's Epistle to Flora》
  - 《論復活》
  - 《腓力福音》

- 巴西利得著作是以巴西利得來命名，只有從反對者的聲音中，如愛任紐的《反異端》及亞歷山大的革力免的著作得知其內容：
  - 《The Octet of Subsistent Entities》(Fragment A)
  - 《The Uniqueness of the World》(Fragment B)
  - 《Election Naturally Entails Faith and Virtue》(Fragment C)
  - 《The State of Virtue》(Fragment D)
  - 《The Elect Transcend the World》(Fragment E)
  - 《轉世》(Fragment F)
  - 《Human Suffering and the Goodness of Providence》(Fragment G)
  - 《Forgivable Sins》(Fragment H)

### 後期的諾斯底主義
除了以上的諾斯底主義學派外，亦有不同的教派出現，按時序表列如下：
- 賽門·馬革斯及馬吉安均有著諾斯底主義的傾向，但他們為人熟悉的思想卻不是諾斯底主義的，他們都分別建立了一個龐大的教派。有人因而稱呼他們為「偽諾斯底主義者」或「原始諾斯底主義者」，其中賽門的學生米南德就屬於這一類。
- 塞林則是一個1世紀末至2世紀教派的領袖。他相信這個世界是由一個較低級的創造者所掌管，並認為會有一個慶典、犧牲和宰殺祭物等方式所組成基督的王國。
- 俄斐特派是一群崇拜創世記中記載的銅蛇的教派，奉它為授與知識的象徵。
- 該隱派是崇拜該隱、以掃、可拉以及所多瑪而得名的教派。對於此教派只有少許資料，但可以推測得他們是以放縱情慾及不道德的行為作為救贖的方式。
- 迦坡加德派
- Borborites
- 鮑格米勒教派

中世紀諾斯底主義純潔派所使用的徽章

- 純潔派（或譯迦他利派，另稱為阿爾比根派或阿爾比派）是模仿諾斯底主義，於12世紀盛行西歐的教派。

## 和佛教關係的研究
伊莱恩·柏高絲在其著作《諾斯底福音》（1979年）以及《信仰以外》（2003年）指出多馬福音及拿戈瑪第經集的經文和佛經極相似。柏高絲認為若把多馬福音裏的耶穌的名字換成佛陀，經文的許多教誨都和佛經所說的一樣。學者菲利普·珍瓊士及愛德華·公茲亦持相似意見，認為印度人和諾斯底教派有接觸，並指公元三世紀亞述的諾斯底教派神學家巴·達伊臣亦曾和印度交換使節。
受古印度怛特羅密教（性力派）傳統的影響，部份佛教中晚期宗派追求極樂悟道，特別是密宗（怛特羅，金剛乘）以慾望作為道德驅動力的觀念上，在唐朝和宋朝時傳入中國，並對元朝產生很大的政治影響；由於秘傳故，被世人誤解為邪教歪道。以致成為宋朝後激發理學的勃興、恢復儒學及文人政治地位的導因之一。